# I Love Rock 'n Roll (álbum)
I Love Rock 'n Roll (em português: "Eu Amo Rock 'n Roll") é o segundo álbum da Joan Jett e o primeiro com a banda The Blackhearts. Este é o álbum mais bem sucedido da banda com cerca de 10 milhões de cópias vendidas até hoje.
As primeiras cópias do álbum durante dezembro de 1981 terminavam com a faixa "Little Drummer Boy". Mas, a partir de janeiro, a faixa foi trocada pela "Oh Woe Is Me".
Foi lançado em formato de CD em 1991 pela Blackheart Records com 14 faixas. O álbum foi digitalmente remasterizado e re-lançado em 1998 com uma faixa bônus.

## Faixas
1. "I Love Rock 'n Roll" (Alan Merrill, Jake Hooker)
2. "(I'm Gonna) Run Away" (Joan Jett, Kenny Laguna)
3. "Love Is Pain" (Joan Jett)
4. "Nag" (Arthur Crier)
5. "Crimson and Clover" (Tommy James, Peter Lucia)
6. "Victim of Circumstance" (Joan Jett, Kenny Laguna)
7. "Bits and Pieces" (Dave Clark Five)
8. "Be Straight" (Joan Jett, Greg Kihn, Kenny Laguna)
9. "You're Too Possessive" (Joan Jett)
10. "Little Drummer Boy"  (Katherine K. Davis, Henry Onorati, Harry Simeone)
11. "Oh Woe Is Me"
12. "Louie Louie" (Richard Berry)
13. "You Don't Know What You've Got" (Ao vivo)
14. "Summertime Blues" (Eddie Cochran, Jerry Capehart)
15. "Nag" (com participação do The Coasters)

A faixa 15 contém apenas na versão lançada em 1998. As faixas 12, 13 e 14 aparecem nas versões de 1991 e 1998. A versão em disco de vinil contém apenas das faixas 1 até a 9 e a faixa 10 ou 11.

## Covers
O álbum é composto por diversos covers: "I Love Rock 'n Roll" (The Arrows), "Nag" (The Halos), "Crimson And Clover" (Tommy James & The Shondells), "Bits And Pieces" (The Dave Clark Five), "You're Too Possessive" (The Runaways), "Little Drummer Boy" (The Harry Simeone Chorale), "Louie Louie" (Richard Berry) e "Summertime Blues" (Eddie Cochran).